# 戰毒
《戰毒》，由企鹅影视、樂道互娛出品，陳國華、 何耀宗执導、林國華監製。本劇由黃宗澤、吳卓羲及關智斌領銜主演，由周秀娜、張雅卓及吳千語聯合演出，並由罗嘉良、麥長青、張竣傑特别演出。本劇在2019年4月18日正式開拍，在2019年7月22日全劇煞科。

## 播出時間
| 頻道                    | 所在地                                                                       | 播映日期      | 播映时间                                      | 備註                                                                      |
| ----------------------- | ---------------------------------------------------------------------------- | ------------- | --------------------------------------------- | ------------------------------------------------------------------------- |
| 騰訊視頻                | 中国大陆                                                                     | 2020年7月9日  | 會員：搶先看6集 非會員：每週四五六20點更新2集 |                                                                           |
| 優酷                    | 中国大陆                                                                     | 2020年7月9日  | 會員：搶先看6集 非會員：每週四五六20點更新2集 |                                                                           |
| 愛奇藝                  | 中国大陆                                                                     | 2020年7月9日  | 會員：搶先看6集 非會員：每週四五六20點更新2集 |                                                                           |
| Viu                     | 香港 · 新加坡 · 马来西亚 · 印度尼西亞 · 印度 · 菲律賓 · 越南 · 泰國 · 蒙古国 | 2020年7月9日  | 付費觀看：每週四更新6集 免費收看：每週更新3集 |                                                                           |
| Astro華麗台VOD          | 马来西亚                                                                     | 2020年7月17日 | 星期三及五更新集数                            |                                                                           |
| Astro AOD、Astro AOD HD | 马来西亚                                                                     | 2021年1月11日 | 每晚 22:30 - 23:30                            |                                                                           |
| ViuTV                   | 香港                                                                         | 2021年2月8日  | 星期一至五 21:30 - 22:30                      | 2021年2月20日 23:30－02:30（第11集） 2021年2月21日 23:45－02:45（第12集） |

## 演員列表

### 毒品调查科（NB）

#### 行動組
| 演員               | 角色   | 介紹 |
| 麥長青             | 古偉聰 | 古Sir、胖子、食古不化（韋俊軒、程天、許修平專稱） 警司 韋俊軒、程天、許修平之上司, 之兒時偶像，被視為榜樣，是他們成為警察的領導人 （特別出演） |
| 吳卓羲 少年:鄒俊傑 | 程天   | 程Sir、阿天 總督察 古偉聰之下屬 蔡一波之前下屬 辣手神探，為人冷靜沉穩又乾練，EQ高 愛吃薄荷糖 納莎書院畢業生，深受校長喜歡 艷霞之子，程雅詩之哥 與韋俊軒、許修平是好兄弟，一起加入警隊 與吳嘉雯有感情線，於第26集開始交往 於第3集得知韋俊軒是臥底 於第4集迫吳嘉雯與警方合作，當線人引二手毒販入局，後於第5集成功抓獲Tank 於第6集本因替吳嘉雯擺平吳柏文轉學至納莎書院的事被其感激，後被其發現是當年負責抓捕父親吳東財的警察，一心被其認定其是黑警，被其憎恨及處處針對 於第7集被何宗泰與吳嘉雯以假消息設計陷害，而許修平因不忍自己遭受一班古惑仔的侮辱而出手與他們有推撞，造成這次的警察打人事件 於第13集與吳嘉雯得知吳東財案件的真相，兩人和解並化敵為友 於第14集因吳嘉雯成為線人，教授其防身術 於第17集眼見吳嘉雯險些被何宗泰侵犯，敲擊警鐘引開他 於第23集因韋俊軒的告知，有驚無險地及時救下差點被火雞和蘇哲江滅口的吳嘉雯 於第23集被吳嘉雯多次找藉口製造機會見面，卻對此狀毫無反應 於第24集被吳嘉雯告白，後同樣也間接回應其告白（但仍然還未在一起） 於第26集與吳嘉雯開始交往 於第30集帶吳嘉雯回家見家長 於下集加入飛虎隊 參見程家 |
| 黃宗澤 少年:馮皓揚 | 韋俊軒 | 韋Sir、阿軒 組員 PC28282 古偉聰之下屬 與程天、許修平是好兄弟，一起加入警隊 臥底，潛伏於合聯社 腦筋靈活，應變能力高 於第1集提及因好賭兼欠下賭債而被債主討債上門，後因古偉聰和程天並未為自己說話和求情而被革職，轉為投靠黑幫撈偏門 於第30集回歸警隊 於下集加入飛虎隊，並晉升為高級督察 參見合聯社 |
| 關智斌 少年:莫皓俊 | 許修平 | 許Sir 組員 古偉聰之下屬 為人重情義，心地善良，踏實 新界原居民，有家族生意，坐擁億萬家產，與韋俊軒、程天是好兄弟，一起加入警隊 譽通藥業二公子，多倫多大學畢業 曾遭韋俊軒設計陷害入獄，出獄後與其為伍、遭程天勸說相信法律而導致家破人亡，後與其反目 暗戀趙盈盈，於第30集成為其男友 於第7集被何宗泰與吳嘉雯以假消息設計陷害，因不忍看程天受一班古惑仔的侮辱而出手與他們有推撞，造成這次的警察打人事件 於第9集得知韋俊軒為臥底 於第21集罪成入獄半年，其於第26集出獄 於第30集向趙盈盈告白，後正式交往 參見許家 |
| 吳千語             | 趙盈盈 | Madam趙 組員，警花，程天之下屬 韋俊軒之前女友 許修平之暗戀對象，並與其有感情線，於第30集成為其女友 吳嘉雯之好友，臥底於天娛樂時受其照顧 外表恬靜，心底善良，溫柔體貼 於第30集被許修平告白，後正式交往 |
| 李瑞超             | 林家豪 | 林Sir、柴頭 組員 程天之下屬 個性倔強，自我要求嚴格 |
| 張添景             | 張志忠 | 組員 程天之下屬 |
| 趙覺超             | Tommy  | 組員 程天之下屬 |
| 蔡曜力             | Alan   | 組員 程天之下屬 |
| 李宗彦             | 兆辉   | 組員 程天之下屬 於第1集為救许修平而被馬君用鞋跟刺穿頸部，流血不止不治身亡 |

### 合聯社
| 演員               | 角色   | 介紹 |
| 林偉               | 莫耀強 | 本劇第二大反派 大老闆、Doctor 幕後大老闆／博士／大毒梟 生物科技公司老闆，生物科技界龍頭人物 加拿大華僑，多倫多大學畢業 譽通藥業股東，與許家相識 未露面時何宗泰為社團決策人 喜歡打高爾夫，打拳 與蘇哲江不合 不滿陳堅卻對其假意討好 於第3集以半露面與鄭金燦通話方式登場 於第8集以聲音方式和韋俊軒通話，稱讚並囑咐他替社團好好做事，後將財務公司交予其打理 於第13集正式登場 於第20集懷疑何宗泰與福興堂的蘇哲江合作與勾結，並下令韋俊軒命其槍斃何宗泰 於第23集與漢沙合作，欲避開陳氏家族進行毒品交易 於第24集遭韋俊軒出賣，遭警方逮捕，被控販毒及洗黑錢 於第27集遭陳堅派人在監獄中殺害 |
| 彭皓鋒             | 何宗泰 | 太子、太子哥 主事人 羅蘭之子，對其十分孝順 阿奇之哥哥，十分疼愛弟弟，並了解他一出現就是錢不夠用，拿錢的時候 莫耀強之手下，其未露面時為社團決策人 會察言觀色，十分敬重周國基 韋俊軒之幫派大哥 蔡一波之合作對象 於第1集與馬君交談，欲與他們合作 於第7集將名下夜總會交予弟弟負責，因阿奇的死而派火雞跟蹤程天母親與妹妹 於第7集慫恿吳嘉雯設計陷害程天 於第12集被蔡一波以吳東財案件來威脅拿錢 於第20集因與福興堂的蘇哲江合作與勾結，被莫耀強懷疑，後被韋俊軒和莫耀強槍斃 |
| 鄭恕峰             | 周國基 | 基爺 成員兼叔父 十分受何宗泰的敬重 韋俊軒之老大 吳嘉雯、吳柏文之干舅舅 |
| 黃宗澤 少年:馮皓揚 | 韋俊軒 | Turbo、Turbo哥 頭馬／主事人 駿逸娛樂有限公司股東 臥底，長久潛伏於黑幫 與程天、許修平是好兄弟，但在外人面前已反目 趙盈盈之前男友，與汪紫琪有感情線，於第14集成為其男朋友 於第1集被何宗泰派去負責替馬君解圍 於第2集隨何宗泰到泰國交易時失敗引鄭金燦懷疑有內鬼，於第3集被何宗泰吊起毒打逼供，後因泰國警方的解圍而逃過一劫 於第5集提及本負責收債，因辦事效率引周國基與何宗泰滿意，因而被交代交替紋龍負責毒品與散貨 於第7集被紋龍發現臥底身份，後因其被程天擊斃而沒被曝光 於第7集被周國基與何宗泰向莫耀強引薦，與莫耀強通話中受其讚賞並被其囑咐好好在社團做事，後負責打理社團名下的財務公司 於第8集拍下泥鯭勾搭嫂子的證據，威脅其在福興堂場子散貨 於第9集向泰迪表示程天與許修平為黑警，並與其跨社團合作 於第19集為救吳柏文而引起莫耀強的懷疑，為向其證明自己的清白，設局陷害許修平與吳嘉雯，讓吳嘉雯無法以證人身份出庭替許修平作證 於第20集因何宗泰與福興堂蘇哲江合作與勾結，被莫耀強懷疑，並被其下令槍斃何宗泰 於第21集取代何宗泰成為主事人 於第23集告知程天吳嘉雯行蹤，實際上是讓程天替自己除掉兩名眼中釘 於第24出賣莫耀強，令其被捕入獄 於第27集取代莫耀強，成為決策人，並與陳堅合作，幫其分銷毒品，實際是監察陳堅的犯法行為 參見行動組 |
| 林盛斌             | 奇哥   | 奇少、阿奇 成員 羅蘭之子，何宗泰之弟 凡出現必是向何宗泰拿錢 愛吃，服食毒品 社團內成員的尊重都是因為何宗泰 總是渾渾噩噩，喜歡泡妞，日日被何宗泰交代回家看媽媽 總是被何宗泰制止管理合聯社事情，於第7集負責管理何宗泰名下夜總會 與火雞感情甚篤，於第7集在夜總會即將服食K粉時被程天撞見，後被警方追捕，因不想被抓而失足從天橋跌落並被貨車撞倒，當場不治身亡 |
| 黎明明             | 紋龍   | 紋龍哥 小頭目 何宗泰之手下 新界原居民 負責毒品與散貨，後因辦事不力而被韋俊軒代替其職 不滿韋俊軒而處處與他作對 於第7集發現韋俊軒是臥底，與菲律賓人毒品交易後交代他們將其滅口，與警方槍戰後被程天槍殺 |
| 李興華             | 吹水   | 吹水哥 成員 韋俊軒手下 |
| 容穎賢             | Roy    | 成員 莫耀強之手下 於第24集在交易時被警方發現後企圖還擊被擊斃 |
| 陳浚霆             | 火咀   | 成員 吹水之手下 於第27集曝露為警方臥底，遭韋俊軒揪出向警方挑釁 |
| 羅孝勇             | 火雞   | 成員 何宗泰之手下 與奇少感情甚篤，時常將毒品與其分享 因紋龍死了而上位，與韋俊軒成為何宗泰左右手，於第23集與蘇哲江勾結绑了吴嘉雯企圖将其灭口而被程天用槍打中車輪後產生的白色氣體炸死 |
| 吳瑞庭             | 阿驅   | 成員 何宗泰之手下 於第3集被泰國毒王鄭金燦告知何宗泰有內鬼，在徹查時被泰國警方以其照片來掩飾韋俊軒身份，後被何宗泰槍殺 |
| 袁鎮業             | Tank   | 成員 二手毒販 紋龍之手下 向合聯社紋龍拿貨，並負責散貨 Kiko之男友 於第4集吳嘉雯前去質問Kiko時威脅她且意圖說服她頂嘴，並提出回替她請律師，且警告她不許亂說話否則會找她弟弟算帳，並於同集被吳嘉雯與警方聯合設局欺騙，抓捕歸案 |
| 李明憲             | 大熊   | 成員 紋龍之手下 於第7集與紋龍和菲律賓人毒品交易後遭程天與警方追捕，因途中發生車禍車身爆炸，當場喪命 為了不讓合聯社其他人懷疑韋俊軒臥底身份，警方將對外宣布大雄是警方臥底 |
| 張智行             | 吳東財 | 成員 替看场子 何忠泰之得力助手，被其出賣陷害 周國基之乾妹夫 老實，忠心，講義氣 販毒被抓後在監獄內病逝，實則被蔡一波冤枉入獄 參見吳家 |

### 福興堂
| 演員       | 角色   | 介紹 |
| 罗嘉良     | 陳堅   | 本劇終極大反派 陳先生 畫家／慈善家／坐館／大毒梟 陳氏家族之後人，偽君子，最討厭不守規矩之人 看中汪紫琪美貌，而送她去留學，後培養她成為身邊最能幹的賢內助 於第21集正式登場 於第30集在泰國被韋俊軒，程天，許修平包圍之下走投無路而引爆炸彈自殺 （特別出演）                         |
| 周秀娜     | 汪紫琪 | Jessie 毒后，陳堅情婦兼得力助手 原本出生貧窮，從小被人欺負看不起 後因美貌，被陳堅看中，送去留學，享用不盡的富裕生活 與韋俊軒有感情線，於第14集成為其女朋友 與吳嘉雯是髮小，多年未見，於第23集重逢 於第14集登場 於第30集在泰國因要求陳堅放過韋俊軒一條生路而開槍打中自己的胸部自殺 |
| 張竣傑     | 李東   | 東哥 陳堅之得力助手 多年前犯案曾遭判死刑，被陳堅動用關係救回，因而撿回一条命 于第24集登场 于第30集在泰國为保护陈坚而被程天，韦俊轩和许修平枪毙 （特別出演） |
| 譚新源     | 蘇哲江 | 江叔 決策人／主事人 與莫耀強不合 與何宗泰、火雞勾結合作，後於第23集綁了吳嘉雯欲將其滅口而被程天槍斃 |
| 馬騤       | 泰迪   | Teddy、Teddy哥 第二把交椅 多年以來一直和鄭先生進行毒品交易 於第8集登場，向Tina借毒品周轉遭拒 於第9集與韋俊軒合作，後與其成為好兄弟 （特別出演） |
| 杜彬       | 泥鯭   | 成員 二手毒贩 泰迪之手下 因勾搭嫂子被韋俊軒威脅，替其在福興堂場子散貨 於第8集因勾搭嫂子，出賣泰迪而被其處置 |
| 伍禮騫     | Rocky  | 成員 泰迪之手下 |
| 李焯寧     | Tina   | Tina姐 天娛樂有限公司老闆娘 表面上為經紀公司負責人，實際上負責在娛樂圈分銷毒品 於第8集登場，拒絕泰迪借毒品周轉的要求 於第11集被捕 |
| 代蓮曦丹美 | Candy  | Candy姐 天娛樂有限公司員工 Tina之下屬 有份參與分銷毒品 |
| 鄧智堅     | Ken    | 天娛樂有限公司員工 Tina之下屬 有份參與分銷毒品 |
| 張揚       | Linda  | Linda姐 駿逸娛樂有限公司股東 毒販 曾向Tina拿貨，於第22集被泰迪引薦和韋俊軒合作 （特別出演） |

### 泰國毒梟
| 演員   | 角色     | 介紹 |
| 李耀敬 | 鄭金燦   | 本劇反派 鄭先生 泰國毒王，三代販毒，身家豐厚，養了一隊僱用兵，擁有私人軍火庫 在馬君九歲時將其收養，並訓練其為殺人機器，多笔交易都交予其负责，多年以來一直和福興堂進行毒品交易 於第30集和李東在陳堅指使與合謀下殺害漢沙且被泰国警方枪伤然后被捕                        |
| 林國華 | 漢沙     | 沙爺 金邊毒王 莫耀強之合作對象 欲避開陳氏家族進行毒品交易 於第30集被李東槍殺 |
| 关浩怀 | 郑颂坤   | 鄭金燦之子 |
| 莊思敏 | 馬君     | 馬小姐 毒販，極度兇殘 特別愛使用CJ Winter香水 變性人 孤兒，九歲時被鄭金燦收養，被其訓練成殺人機器，刀槍拳腳樣樣精通 鄭金燦手下第二把交椅，做事快狠準，負責幫其完成多次毒品交易 被派至香港與福興堂做毒品交易，行動失敗被追捕，後被韋俊軒救下 于第3集被泰國警察差齊击毙 |
| 吳育樞 | 馬君保鏢 | |

### 吳家
| 演員                            | 角色   | 介紹 |
| 張智行                          | 吳東財 | 吳嘉雯、吳柏文之亡父 周國基之乾妹夫 販毒被抓後在監獄內病逝，實為被蔡一波為破案而冤枉其入獄 當年由程天與蔡一波抓捕歸案 參見合聯社 |
|                                 |        | 泰國華僑 吳東財之亡妻 吳嘉雯、吳柏文之亡母 周國基之乾妹妹 |
| 張雅卓 少年:麥可怡 配音：程文意 | 吳嘉雯 | Man姐、雯姐、阿雯、阿Man、Carman 小太妹，性格大大咧咧直爽，愛憎分明、敢愛敢恨 吳東財之女，吳柏文之姐 程天之線人，後成為其女友，於第26集開始交往 周國基之世侄女，母親為其乾妹妹 因父親吳東財於監獄內病逝後與弟弟吳柏文相依為命 趙盈盈之好友，曾多次照顧她替她解圍，後發現其警察身份而對其不諒解 與汪紫琪是髮小，多年未見，於第23集重逢 懼怕蟑螂，曾於第2集被程天恐吓過，後於第16集再次因蟑螂出沒被嚇到而跳往程天身上 於第2集偽裝身份為泰國人，被程天識破 於第4集在酒吧內因拾起Kiko留下的毒品，被程天误会藏毒，後在質問Kiko時被Tank以弟弟安全威脅 於第4集被程天逼迫與警方合作當線人引二手毒販入局，後於第5集行動成功 於第6集本感激程天替弟弟吳柏文擺平轉學至納莎書院的事，後發現其是當年負責抓捕父親吳東財的警察，一心認定其為黑警，十分憎恨及處處針對他 於第7集被何宗泰慫恿設計陷害程天，想讓其身敗名裂 於第13集得知吳東財案件的真相，與程天和解，化敵為友 於第14集成為程天線人，並被其教授防身術 於第17集險些被何宗泰侵犯，後被程天敲擊警鐘引開 於第18集本該為許修平出庭指證何宗泰，卻因為吳柏文被抓而作罷 於第19集本應繼續出庭為許修平作證，卻因韋俊軒的設局陷害導致證人身份被取消 於第23集發現火雞與Bobo吸毒咬人事件有關，因而牽扯蘇哲江，後被抓了險些被滅口，幸得程天相救 於第23集多次找藉口與程天見面，後見其對狀毫無反應 於第24集忍不住向程天告白，同樣也獲得程天的間接回應（但仍然還未在一起） 於第26集與程天開始交往，成為其女友 於第30集與程天回家見家長 |
| 鄭家傑 少年：潘政龍             | 吳柏文 | 納莎書院學生 吳東財之子，吳嘉雯之弟弟 周國基之世侄儿，母親為其乾妹妹 因父親吳東財於監獄內病逝後與姐姐吴嘉雯相依為命 因吳嘉雯卷入毒品案件而導致無法轉學至納莎書院而對其發脾氣 因程天出面對校長發佈澄清而對吳佳雯態度一百八十度轉變 |

### 程家
| 演員               | 角色   | 介紹                                 |
| 方伊琪             | 艷霞   | 霞姐 雜貨店老闆娘 程天、程雅詩之母   |
| 吳卓羲 少年:鄒俊傑 | 程天   | 阿天 艷霞之子，程雅詩之哥 參見行動組 |
| 何敏怡             | 程雅詩 | 艷霞之女，程天之妹                   |

### 許家
| 演員               | 角色   | 介紹 |
| 煒烈               | 許父   | 譽通藥業董事長 許修賢、許修平之父 於第26集被提及已中風，因許修賢墜樓身亡之時受不了打擊，準備隨他而去後被救回 |
| 呂珊               | 許母   | 許修賢、許修平之母                                                                                           |
| 林子博             | 許修賢 | 譽通藥業董事 許修平之哥，與莫耀強有合作 於第25集在許修平和程天對話中提及已被拘捕，後提及已墜樓身亡           |
| 關智斌 少年:莫皓俊 | 許修平 | 譽通藥業二公子 許修賢之弟 參見行動組                                                                         |

### 其他演员
| 演員                   | 角色         | 介紹 |
| 羅蘭                   | 何母         | 何宗泰、奇少之母 於第12集登場 |
| 楊詩敏                 | 阿珍         | 韋俊軒、程天、許修平之學生時期的女神，因這次的英雄救妹後三人決定報讀警校 |
| 區霭玲                 | 司長         | 香港特區政府律政司司長 於第30集登場 |
| 李靜儀                 | Coco         | 吳嘉雯之好友 於第4集因吸食毒品而怕被警察抓而將吳嘉雯丟下不管 |
| 喬寶寶                 | 蔡一波       | 本劇反派之一 肥波、波哥 黑警，與何宗泰合作 前毒品調查科行動組組員，曾參與調查吳東財案子 程天之前上司 曾為破案不惜冤枉吳東財販毒 因程天曾向廉政公署舉報其，害他坐了幾年牢，因而向其報復，告知吳嘉雯他是害她父親吳東財坐冤獄的罪魁禍首 於第12集以吳東財案件威脅何宗泰，向其拿錢，後被火雞打毒針神智不清 |
| 曲赤                   | 張洋         | 天娛樂有限公司旗下藝人 網民力捧拿最佳新人獎的藝人，於第10集登場 向Tina索取並吸食毒品 於第11集被捕 |
| 陳紫芊                 | 周冰         | 天娛樂有限公司旗下藝人 網民力捧拿最佳新人獎的藝人，於第10集登場 向Tina索取並吸食毒品 於第11集被捕 |
| 陳欣妍                 | Kiko         | Tank之女友 於第4集在酒吧內因警察查牌時而將毒品丟在上被吳嘉雯拾起，讓她替自己頂罪 |
| 陳美林                 | Hana         | |
| 林晉希                 | Simon        | |
| 黄凯森                 | 巴色         | 泰國緝毒局警長 差齊之下屬 黑警，與何宗泰合作 於第2集登場，在泰國機場接見程天、許修平，並將他們送往當地警局商討案件 欲殺程天、許修平卻行動失敗，後逃走 |
| 王华民                 | 沙叻         | |
| 譚子陽                 | Billy        | |
| 李葉健                 | 石督察       | |
| 麥秋成                 | John         | |
| 羅天池                 | 大力         | |
| 蒲進                   | 白板         | |
| 伍國城                 | Lee哥        | |
| Chalee 100face（泰國） | 差齊         | 泰國緝毒局 巴色之上司 於第2集登場，在泰國機場接見程天、許修平，並將他們送往當地警局商討案件 |
| Chetta Yookaew（泰國） | 泰國醫院警長 | |
| 寶明哥                 | 叔父A        | |
| 苗豐隆                 | 叔父B        | |
| 譚榮傑                 | 叔父C        | |
| 麥德羅                 | 明哥         | 受韋俊軒所托，獄中照顧許修平 |
| 溫家偉                 | 陳公子       | 富二代 |
| 顏仟汶                 | 陳寶兒       | 蔡一波之老相好 在星星夜總會上班 |
| 黃根鳴                 | 監倉大佬     | |

## 电视原声带
| 《戰毒》电视原声带 | 《戰毒》电视原声带         | 《戰毒》电视原声带 | 《戰毒》电视原声带 | 《戰毒》电视原声带 | 《戰毒》电视原声带 |
| 曲序               | 曲目                       |                    | 作曲               | 编曲               | 演唱               |
| ------------------ | -------------------------- | ------------------ | ------------------ | ------------------ | ------------------ |
| 1.                 | 《我们都错》（片头曲）     | 张楚翘             | 许靖韵             | Johnny Yim         | 许靖韵             |
| 2.                 | 《爱的太过自我》（片尾曲） | 李揚               | 麥振鴻             | 麥振鴻             | 張雅卓             |
| 3.                 | 《原來我們可以》（插曲）   | 譚健文             | 李靖筠、Tony Huen  | Johnny Yim         | 張雅卓             |
| 4.                 | 《放任》（插曲）           | 胡樂彤             | 麥振鴻             | 麥振鴻             | 張雅卓             |

## ViuTV外購但腰斬播放
《戰毒》原定安排於2021年2月8日至3月19日期間逢星期一至五21:30－22:30於ViuTV播出。惟劇集播出後劣評如潮，被批評劇集風格與無綫電視的同類題材劇集相似，引起部分ViuTV觀眾不滿及反感，並遭網民抵制要求停播此劇。
最終ViuTV於劇集播出一星期後決定腰斬播放，把30集大幅縮減至12集（以一小時一集計算則為16集），最後2集為結局篇（每集三小時），安排於周末深宵時段播出，而2月22日起原有時段則改為播放韓劇《上司實習生》，被網民讚賞願意聽取民意，及理解因存貨不足而未能立刻播放自製劇。此劇於2021年8月8日凌晨起因播映權限問題而從ViuTV的官方網站及應用程式下架，而在Viu平台可以繼續觀看。

## 軼事
- 此劇是黃宗澤及吳卓羲繼無綫電視劇的《烈火雄心II》、《恋爱自由式》、《英雄·刀·少年》、《衝上雲霄》、邵氏兄弟劇的《飛虎之潛行極戰》及《飛虎之雷霆極戰》後第七度合作。
- 此劇是羅嘉良繼無綫電視劇的《火玫瑰》、《孽吻》、《射鵰英雄傳》、《天地男兒》、《新上海灘》、《富貴門》和网络剧的《无间道》後第八度飾演反派。
- 此劇是Astro华丽台VOD首部可在On Demand观赏的剧集。

## 外部連結
- 戰毒的新浪微博
- 豆瓣电影上《戰毒》的資料 （简体中文）

## 電視節目的變遷
| 香港 Now華劇台 劇集首映 星期一至五 20:30 - 21:30                                                               | 香港 Now華劇台 劇集首映 星期一至五 20:30 - 21:30                                                       | 香港 Now華劇台 劇集首映 星期一至五 20:30 - 21:30 |
| --- | --- | ------------------------------------------------ |
| | 戰毒 （2020年11月3日 - 2020年12月14日）                                                                |                                                  |
| 三生三世枕上書 （2020年8月17日 - 2020年11月2日）                                                               | - |                                                  |
| 香港 ViuTV 星期一至五 21:30－22:30 · 2021年2月20日（星期六）23:30－02:30 · 2021年2月21日（星期日）23:45－02:45 | |                                                  |
| 太平紋身店 （2021年1月18日－2021年2月5日）                                                                     | 戰毒 （第1－10集） （2021年2月8日－2021年2月19日）戰毒 （第11－12集） （2021年2月20日－2021年2月21日） | 上司實習生 （2021年2月22日－2021年3月16日）      |

| 马来西亚 Astro AOD、Astro AOD HD 每晚 22:30 - 23:30 | 马来西亚 Astro AOD、Astro AOD HD 每晚 22:30 - 23:30 | 马来西亚 Astro AOD、Astro AOD HD 每晚 22:30 - 23:30 |
| --------------------------------------------------- | --------------------------------------------------- | --------------------------------------------------- |
|                                                     | 戰毒 （2021年1月11日 - 2021年2月9日）               |                                                     |
| —                                                   | —                                                   |                                                     |